# 豐田Comfort

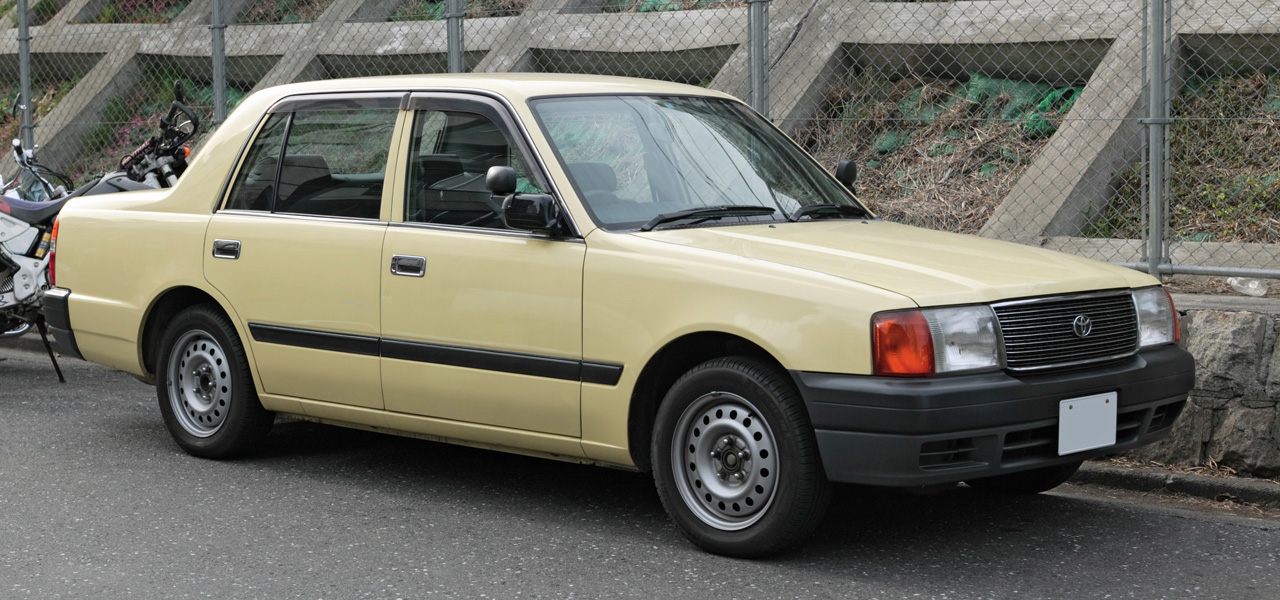
豐田Comfort

豐田Comfort（香港作金豐）乃日本丰田汽车公司生產的中型私家車，主要為計程車之用途。

## 概要
此款車於1995年12月初次亮相，基本是X80系Mark II(即出口版的Cressida)房車。該車採用前置後驅（FR）方式，後座位的尺寸和足部活動空間增大，且預留裝置無線對講機和計程表等空間，完全適合作的士用途的設計。装备一台排量为2.0公升液化石油气发动机，可以选装手动或自动变速箱，变速箱形式也有怀档和地排档选择。后期款的Comfort的发动机采用了VVT-i技术，更加节能。這款車縮小駕駛座位的尺寸至剛剛好，適合小型的士。同時，也有提供給駕駛訓練班的學習駕駛車版本。雖設計成適合計程車的車型，不過在普通經銷商也可能購買得到。
香港及日本的計程車大多是豐田Crown Comfort，為豐田Comfort的姊妹車型，軸距多出10公分，做為中型計程車。后来香港也新购买了Comfort用作出租车之用。

## 圖片

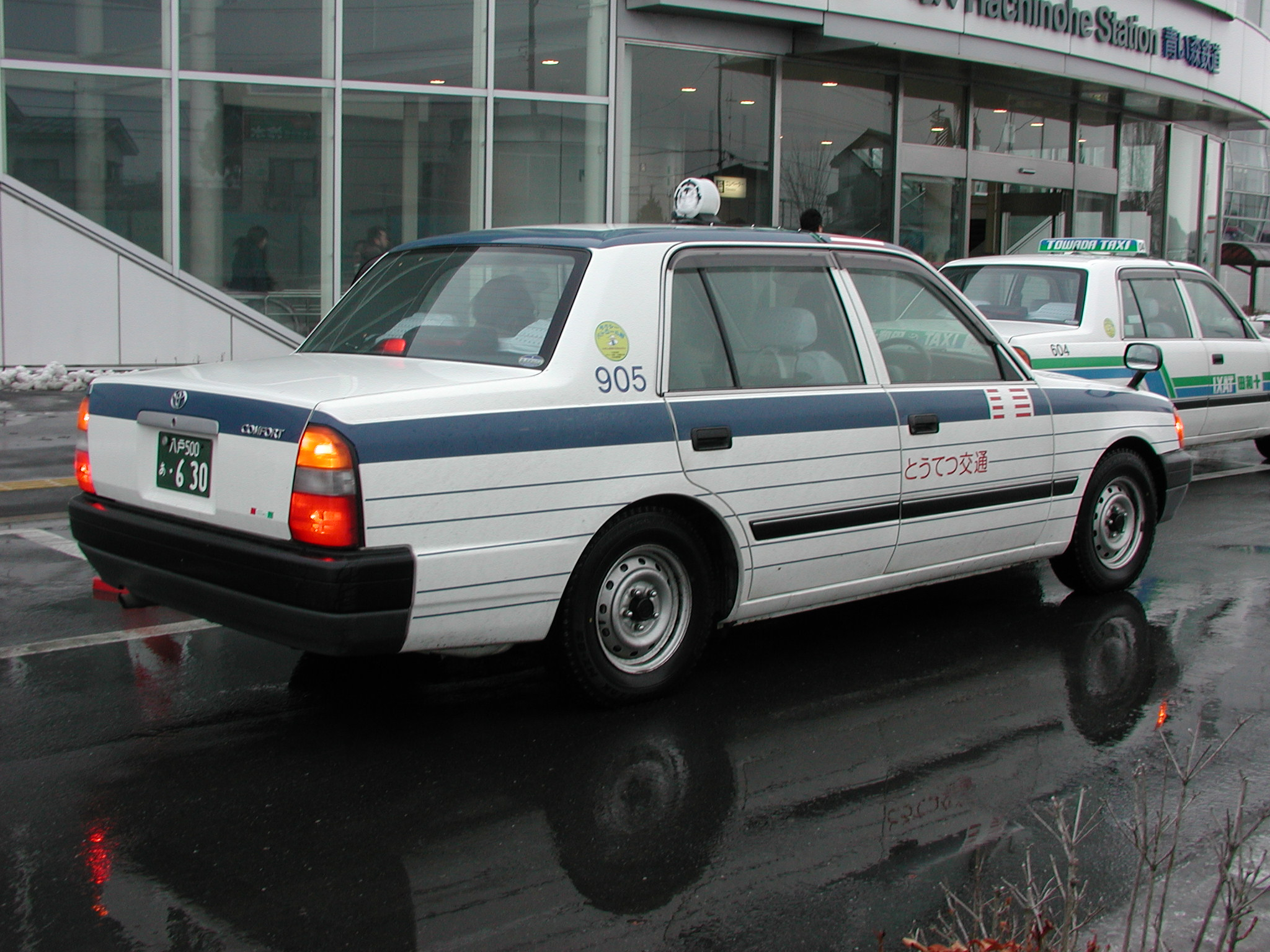
Comfort日本之的士
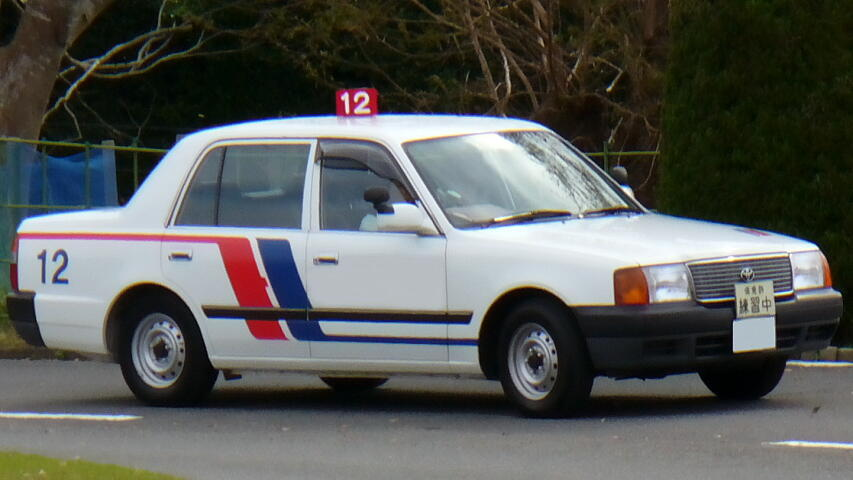
Comfort訓練車
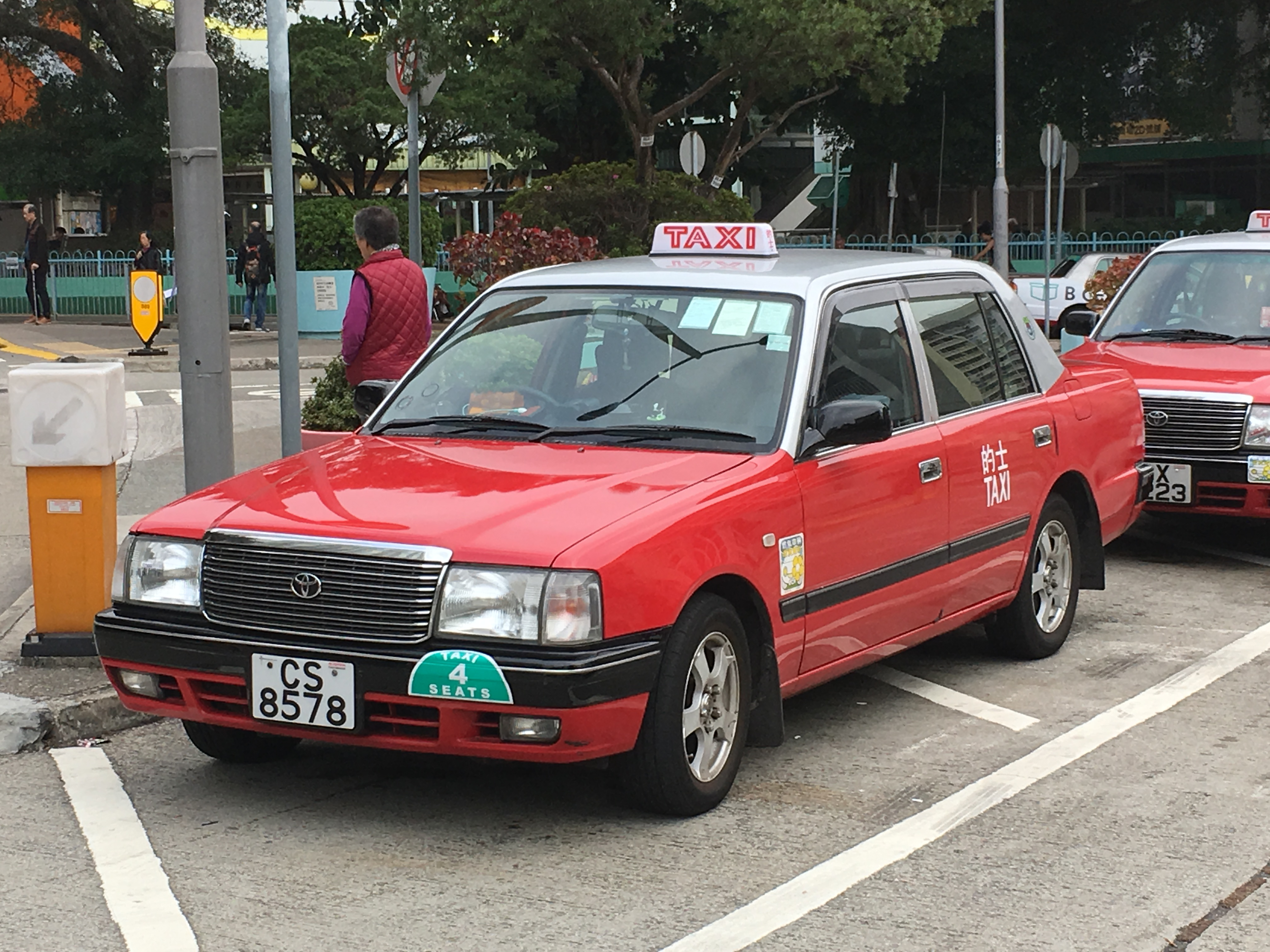
香港Comfort計程車

## 外部連結
- 豐田Comfort官方网站